# Byron Camacho
Byron Camacho (Quininde, Ecuador, 24 de mayo de 1988) es un futbolista ecuatoriano. Juega de Defensa y su actual equipo es el La Concordia S.C de la Segunda Categoría de Ecuador.

## Trayectoria
Hace las formativas con el club Liga Deportiva Universitaria de Quito. Su debut en el fútbol profesional se remite a 2008, año en el que se da su primera aparición en el primer equipo de LDU de Quito en Primera Categoría. En el mismo año de su debut, conseguiría con LDU de Quito la Copa Libertadores y un año más tarde la Copa Sudamericana. En 2010 ficha por Técnico Universitario de Ambato, club con el que un año después conseguiría el campeonato de la Serie B de Ecuador y el ascenso a la serie de privilegio del fútbol ecuatoriano.

## Clubes
| Club                     | País    | Año        |
| ------------------------ | ------- | ---------- |
| LDU de Quito             | Ecuador | 2008-2009  |
| Aucas                    | Ecuador | 2009       |
| UTC                      | Ecuador | 2010       |
| Técnico Universitario    | Ecuador | 2011-2012  |
| Mushuc Runa              | Ecuador | 2013       |
| Liga de Portoviejo       | Ecuador | 2014       |
| River Ecuador            | Ecuador | 2015       |
| Colón Fútbol Club        | Ecuador | 2016       |
| Manta                    | Ecuador | 2017       |
| Club Atlético Portoviejo | Ecuador | 2018       |
| Club Atlético Saquisilí  | Ecuador | 2019       |
| Talleres A.FTSA.         | Ecuador | 2020       |
| La Concordia S.C         | Ecuador | 2021 - act |

## Palmarés
| Título               | Club                  | País    | Año  |
| -------------------- | --------------------- | ------- | ---- |
| Copa Libertadores    | LDU de Quito          | Ecuador | 2008 |
| Copa Credife Serie B | Técnico Universitario | Ecuador | 2011 |